# 韋米希河
50°7′5.98″N 9°6′58.03″E / 50.1183278°N 9.1161194°E

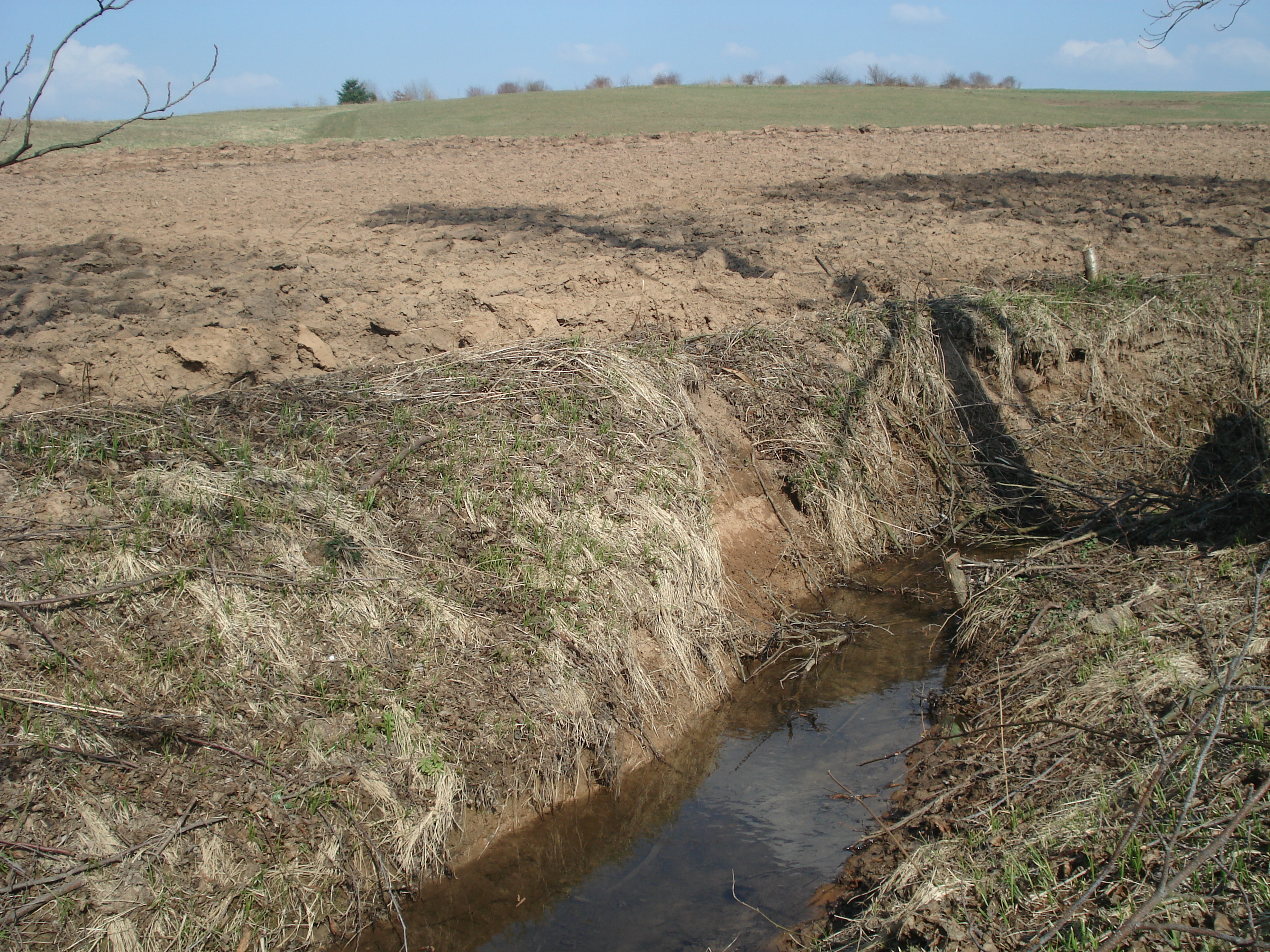

韋米希河（德語：Wehmig），是德國的河流，位於該國東南部，由巴伐利亞負責管轄，屬於魏伯斯巴赫河的左支流，河道全長3.2公里，流域面積3.4平方公里。